# Brigitte Bardot

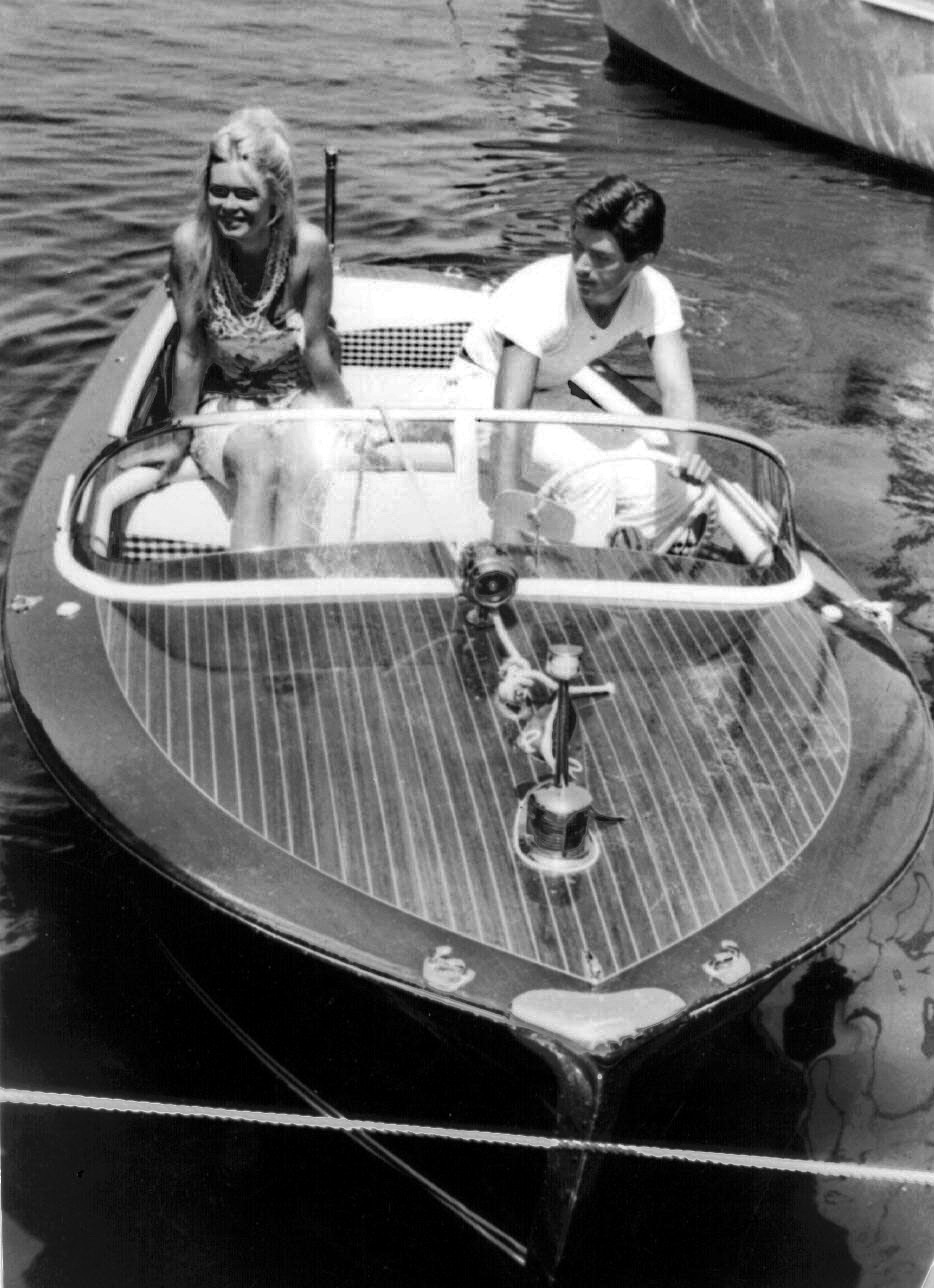
Bardot och Sami Frey i St. Tropez 1963.

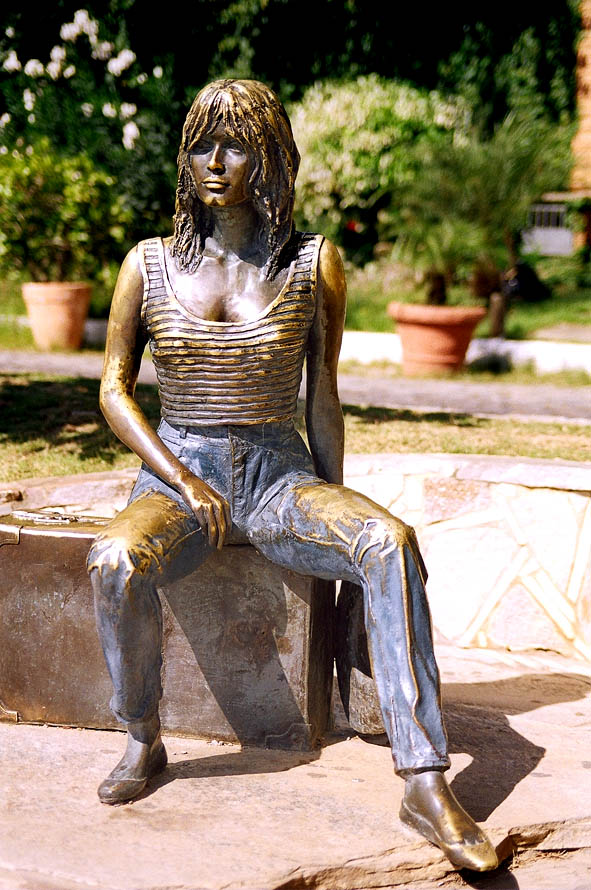
Staty för att hedra Brigitte Bardot i Armação dos Búzios, Brasilien.

Brigitte Anne-Marie Bardot, född 28 september 1934 i Paris, är en fransk skådespelare, sångerska, modell, stilikon och djurrättsaktivist. Bardot lanserades under 1950-talet i filmer som ofta hade en erotisk underton, där hon spelade rollen som den sensuella, unga kvinnan, som inte sällan bryter mot samtidens konventioner och oskrivna regler och utmanar med sin frigjordhet synen på kvinnans roll i samhället. Hon marknadsfördes som en sexsymbol för den europeiska efterkrigsgenerationen och hennes stil har fortsatt att inspirera även senare tiders kultur och modevärld. Hos bland annat Jean-Luc Godard gjorde hon senare än mer krävande filmroller.
Sedan 1980-talet har hon uppmärksammats som en djurrättsförespråkare. Även hennes politiska åsikter i övrigt har blivit omskrivna.

## Biografi
Brigitte Bardots far var ingenjör och verksam i ett familjeföretag. Hennes mor var 14 år yngre än fadern och de gifte sig 1933. Modern uppmuntrade dottern att ta lektioner i musik och dans. Brigitte Bardot började som fotomodell då hon var 15 år och bilder av henne publicerades redan då i det franska magasinet Elle. Hennes ungdomliga skönhet visade sig när hon fick roller i filmer. Hon debuterade i filmen i Le Trou normand 1952. Samma år gjorde hon ytterligare två filmer och gifte sig med Roger Vadim. De hade redan då känt varandra i några år, men föräldrarna hindrade henne att gifta sig innan hon fyllt 18 år. Äktenskapet varade i fem år.
1953 medverkade Bardot i sin första amerikanska film, Un acte d’amour (Act of Love), med bland andra Kirk Douglas. Hon fortsatte dock att även göra fransk film. Hon var 1966–1969 gift med Gunter Sachs.
Bardots filmer har fått varierande recensioner, men Jean-Luc Godards Föraktet och Henri-Georges Clouzots rättegångsdrama Sanningen, med Bardots gripande porträtt av en misstrodd kvinna, måste räknas som två höjdpunkter. Mest känd är hon emellertid för Och Gud skapade kvinnan.... 1965 spelade hon sig själv i den amerikanska filmen Dear Brigitte, där hon agerade mot James Stewart.
Innan Bardot hade fyllt 40 år slutade hon att medverka i filmer. Hon drog sig tillbaka som artist med den sista filmen L' Histoire très bonne et très joyeuse de Colionot Trousse-Chemise. Hon har därefter levt ett tillbakadraget liv för att undvika nyfikna och fotografer. Bardot spelade även in ett flertal skivor under 1960-talet. Många av sångerna är skrivna av Serge Gainsbourg, bland annat "Contact", "Harley Davidson", "Bonnie & Clyde" och "Comic Strip".

### Politik
Senare blev Bardot mycket aktiv i olika frågor rörande djurrätt och grundade en stiftelse i sitt eget namn i syfte att värna om djurens rättigheter. Hon är vegetarian och skrev tillsammans med ett stort antal organisationer 2009 ett öppet brev till EU:s ordförande om förslaget att instifta en officiell europeisk vegetarisk dag. Hon har också gjort flera politiska uttalanden riktade mot invandrare och särskilt muslimer, vilket har lett till att hon flera gånger fällts i domstol för hets mot folkgrupp.
I sin bok Le Carré de Pluton, utgiven 1999, kritiserade hon förfarandet av den rituella slakten av får under den muslimska högtiden Eid al-adha. I ett avsnitt i samma bok, rubricerat "Öppet brev till mitt förlorade Frankrike", skriver Bardot att "mitt land, Frankrike, mitt hemland är min mark igen invaderade av en överbefolkning av utlänningar, i synnerhet muslimer". För den kommentaren blev hon dömd till ett skadestånd på 30 000 francs av en fransk domstol i juni 2000.
Hon hade fått böta 1997 för den ursprungliga publiceringen av detta öppna brev i Le Figaro och igen 1998 för att göra liknande uttalanden. I sin bok Un cri dans le silence från 2003 varnade hon för en "islamisering av Frankrike".
Hennes man  Bernard d'Ormale var tidigare rådgivare för Front National. Bardot stöttade själv Marine Le Pen i det franska presidentvalet 2012.

## Filmografi i urval
- Och Gud skapade kvinnan... (1956)[23][24]
- Sanningen (1960)[25]
- Föraktet (1963)
- Viva Maria! (1965)
- Shalako (1968)[26]